# 烏尼卡奇區
烏尼卡奇區（西班牙語：Distrito de Unicachi），是秘魯的一個區，位於該國東南部普諾大區的永古約省，始建於1982年5月18日，面積11.1平方公里，海拔高度3,841米，2007年人口3,571，人口密度每平方公里320人。